# UBS
UBS Group AG — крупнейший швейцарский финансовый холдинг, предоставляющий широкий спектр финансовых услуг по всему миру. Местом регистрации банка и расположения его главного офиса является Цюрих.
Помимо Private Banking, UBS предоставляет частным, корпоративным и институциональным клиентам услуги по управлению капиталом, активами и инвестиционно-банковские услуги с международным обслуживанием. UBS является крупнейшим в мире банком по управлению крупным частным капиталом, после поглощения Credit Suisse его активы под управлением оценивались в 5 трлн долларов.
UBS был основан в 1862 году как Банк в Винтертуре с приходом швейцарской банковской индустрии. В течение 1890-х годов была основана Швейцарская банковская корпорация (Swiss Bank Corporation, SBC), образовавшая синдикат частных банков, который расширял свою деятельность, опираясь на международный нейтралитет Швейцарии. После десятилетий рыночной конкуренции между SBC и UBS, в 1998 г. они объединились, создав единую компанию, известную исключительно как «UBS».
В 2011 году Совет по финансовой стабильности (Financial Stability Board), учрежденный странами Большой индустриальной двадцатки, включил UBS в список 29 системно значимых банков мира. На основании этого решения UBS подлежит режиму особого контроля и обязан соответствовать более строгим критериям в отношении собственного капитала.
В 2014 году началось преобразование банка UBS AG в холдинг UBS Group AG, что было обусловлено необходимостью соответствия новым требованиям швейцарского законодательства в банковской сфере, призванных повысить стабильность и устойчивость к кризисам банковской системы. Реструктуризация UBS была завершена в 2016 году.
В марте 2023 года было достигнуто соглашение о поглощении второго крупнейшего банка Швейцарии Credit Suisse, оказавшегося на грани банкротства. Процедура поглощения была завершена 12 июня 2023 года.

## История

### 1862—1912

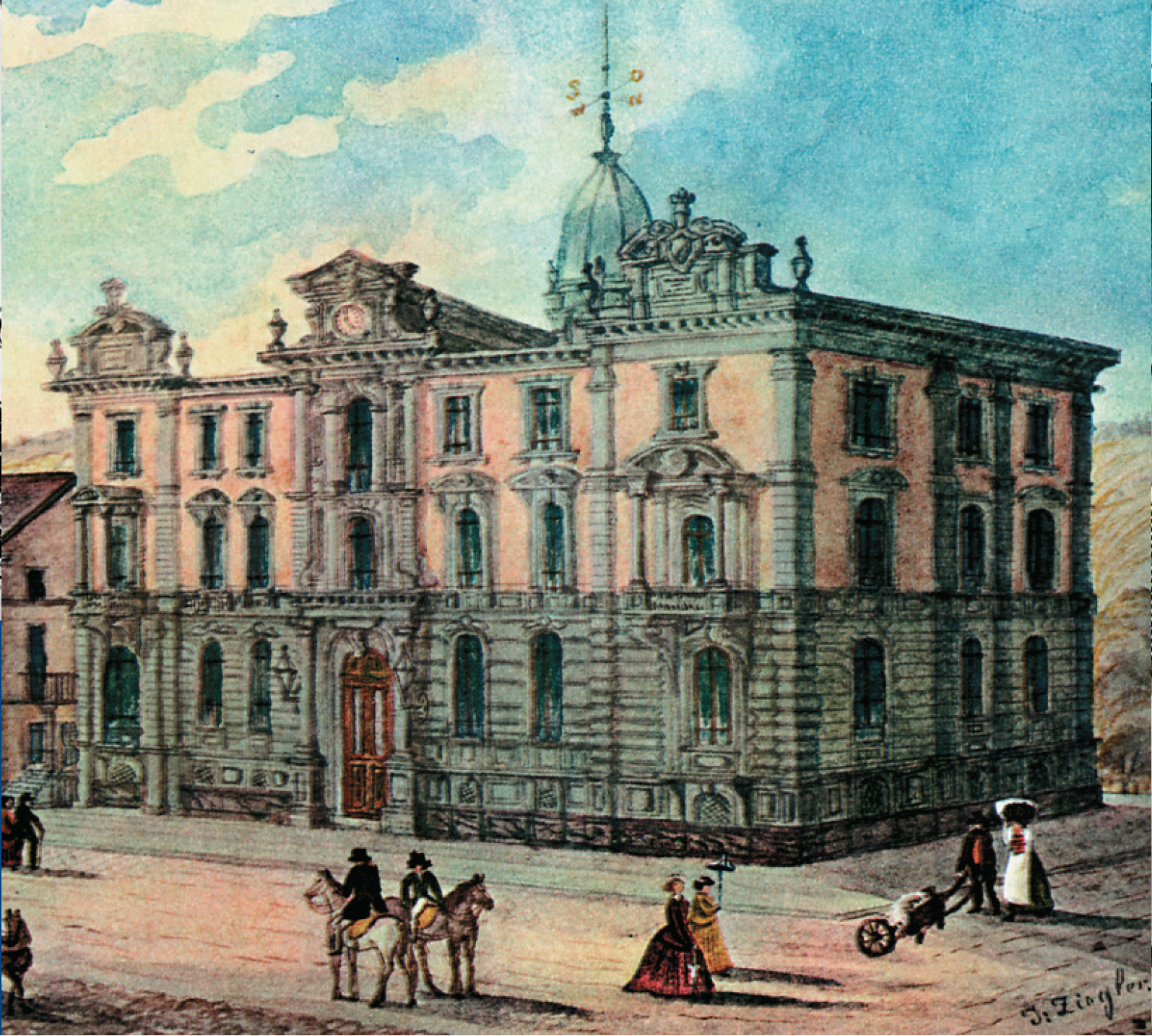
Банк в Винтертуре (1912)

Началом истории крупнейшего банка Швейцарии принято считать 25 июня 1862 года — день основания Банка в Винтертуре. Он был учреждён тринадцатью ведущими фирмами страны, среди которых были Sulzer, Rieter, Reinhardt и Volkart, с целью финансирования развития швейцарской промышленности. Начальный капитал банка составил 5 млн швейцарских франков. Банк в Винтертуре осуществлял финансирование текстильной промышленности, строительства железных дорог, а также покупку локомотивов для новой железнодорожной линии через горный массив Сен-Готард. Впоследствии сфера деятельности банка была расширена, в частности, за счёт финансирования бурно развивавшегося в то время страхового рынка. В 1906 году Банк в Винтертуре открыл свой филиал в Цюрихе, что обеспечило прямой доступ на основанную в 1880 году Цюрихскую биржу, которая вскоре стала ведущей в стране на рынке ценных бумаг.

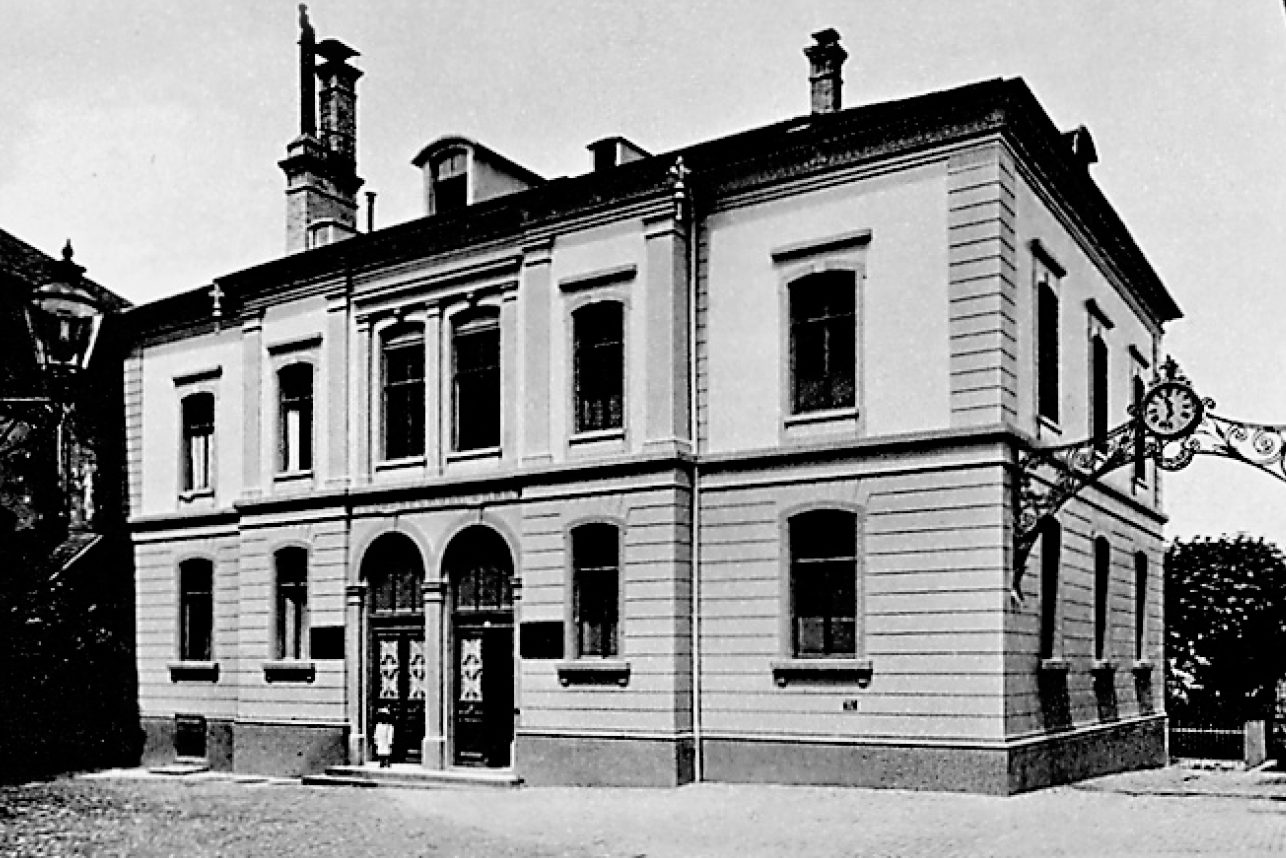
Банк Тоггенбурга (осн. 1863)

В 1912 году произошло слияние Банка в Винтертуре с Банком Тоггенбурга, в результате был основан новый финансовый институт — Союз швейцарских банков, Schweizerische Bankgesellschaft (SBG), Union de banques suisses, Unione di Banche Svizzere, или Union Bank of Switzerland (UBS). Его начальный акционерный капитал составил 35 млн швейцарских франков. В 1918 году центральная бухгалтерия SBG была переведена в Цюрих.
Путём приобретения различных фирм и открытия новых филиалов после Первой мировой войны SBG распространил свою деятельность на все регионы Швейцарии, а также успешно запустил выдачу кредитов за границей, прежде всего, в Германии и Восточной Европе. Во время Мирового экономического кризиса 1929—1930 годов и Второй мировой войны банк продолжил функионирование благодаря крупным финансовым резервам, накопленным в двадцатые годы.

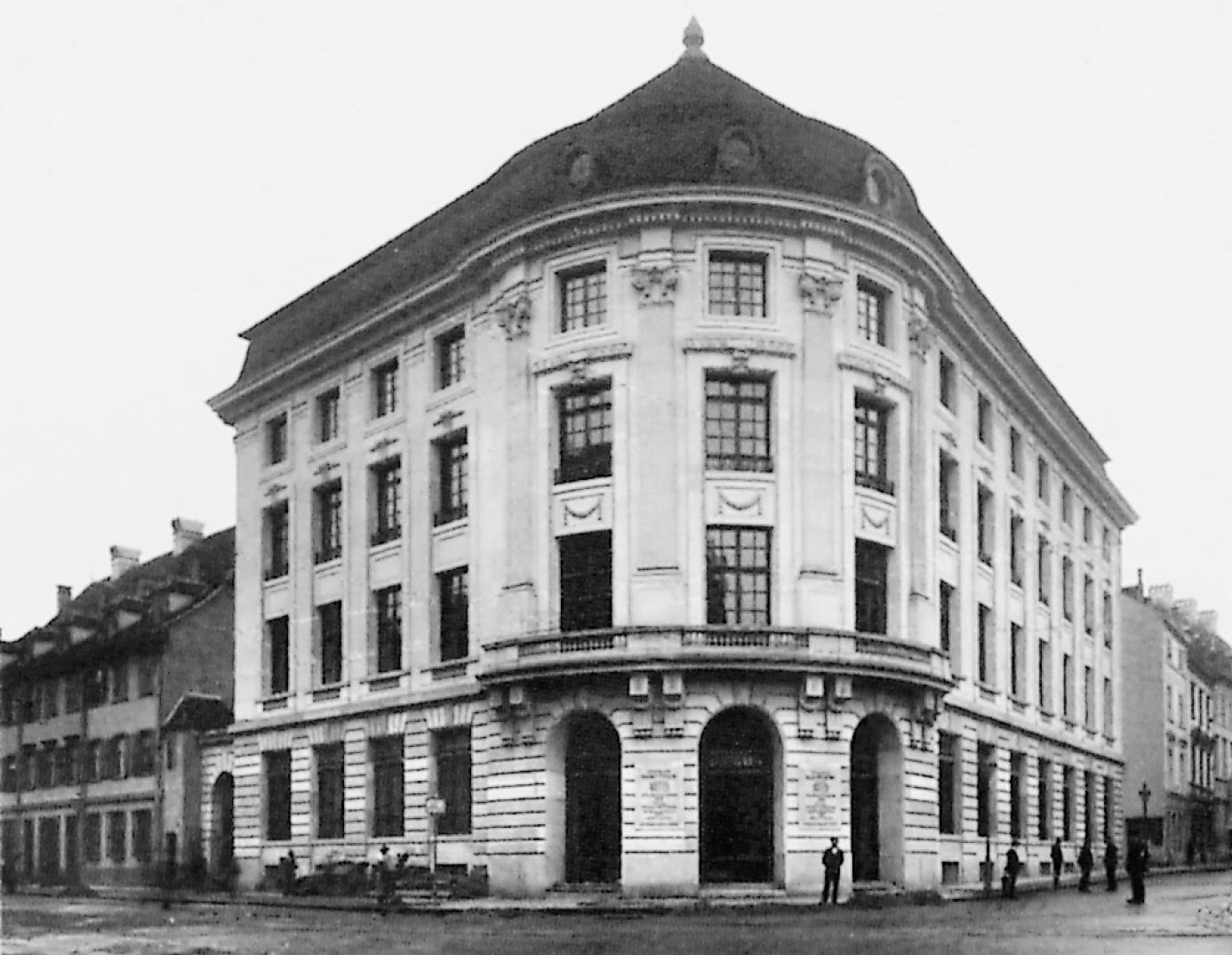
Швейцарское банковское объединение (1920)

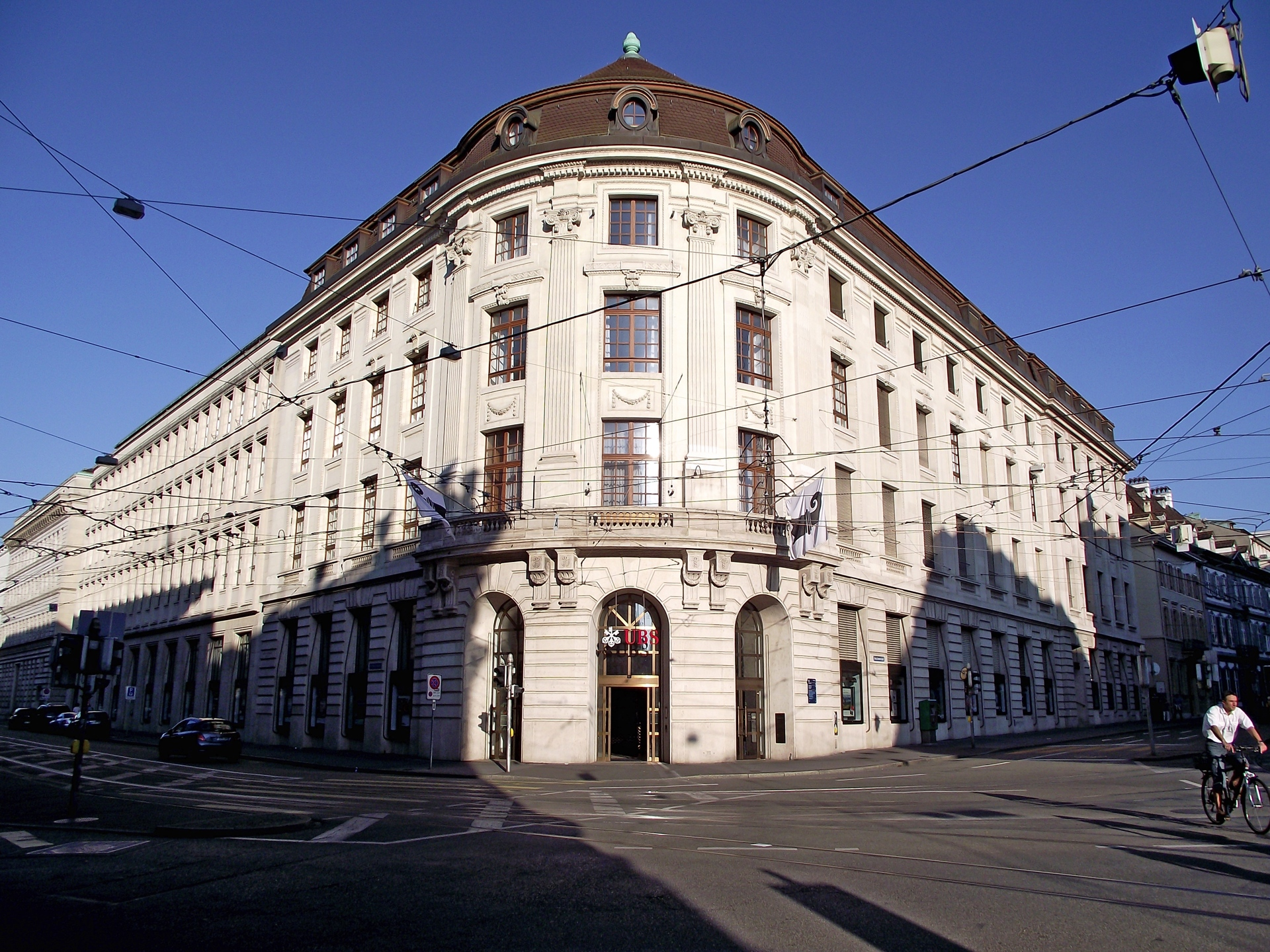
Офис UBS в Базеле

В 1854 году шесть частных банков подписали в Базеле соглашение о совместном предоставлении ссуд, а в 1872 году основали Базельское объединение банкиров (Basler Bankierverein), поставившее своей целью финансирование промышленных и железнодорожных проектов. После слияния с Цюрихским банковским объединением (1895 год) и Швейцарским объединённым банком Санкт-Галлена (1896 год), а также приобретения Базельского депозитного банка (1897 год), название было изменено на «Швейцарское банковское объединение» (Schweizerischer Bankverein — SBV).
Банк в Винтертуре и Базельское объединение банкиров приняли участие в финансировании крупнейшего швейцарского проекта той поры — строительства железнодорожного тоннеля через горный массив Готард, потребовавшего капиталовложений на гигантскую по тем временам сумму в 227 млн швейцарских франков. Кроме того, банк SBV сыграл важную роль в становлении Базеля в качестве центра швейцарской химической промышленности. В 1898 году SBV стал первым швейцарским банком, открывшим свой филиал в Лондоне, в городе, который уже тогда имел славу ведущего мирового финансового центра. Это решение только подтвердило дальновидность SBV, рано распознавшего необходимость присутствия на мировом финансовом рынке. В 1901 году SBV начал регулярную публикацию результатов проведенного им экономического анализа. SBV приобрел банк d’Espine, Fatio & Cie. в Женеве в 1906 году, банк Fratelli Pasquali в Кьяссо в 1908 году, а также Banque d’escompte et de dépôts в Лозанне в 1912 году, открыл новые филиалы, распространив таким образом свою деятельность на всю территорию Швейцарии.
SBV шаг за шагом преследовал цель расширения своей внешнеэкономической деятельности, в частности, за счёт финансирования экспорта в Россию и предоставления кредитов на развитие сети железных дорог в Восточной Азии. Кроме того, благодаря приобретению частного банка Blake, Boissevain & Co. SBV смог укрепить свои позиции в Лондоне, а также обеспечить доступ к операциям с ценными бумагами в Нидерландах и США. В 1912 году SBV распространил свою деятельность на США, которые в то время входили в роль нового мирового экономического лидера. В 1939 году в Нью-Йорке был открыт первый филиал SBV в США.

### 1913—1945
Первая мировая война, во время которой Швейцария занимала позицию вооружённого нейтралитета, не повлекла за собой тяжёлых последствий для банковского сектора страны. После окончания войны SBV удалось вернуть себе роль одного из ведущих иностранных банков в Лондоне. В начале 20-х годов XX века количество сотрудников SBV впервые превысило 2000, в то время как SBG насчитывал 1000 сотрудников. Однако разразившийся в 1929 году мировой экономический кризис оказал негативное влияние и на деятельность швейцарских банков. В период с 1931 по 1936 год численность персонала SBG сократилась на четверть. Общая балансовая стоимость SBG сократилась с 1 млрд швейцарских франков в 1930 году до 441 млн в 1935 году, а SBV — с 1,6 млрд до 1 млрд. Значительное влияние на деятельность швейцарских банков оказало вступление в силу в 1935 году первого банковского законодательства Швейцарии, в особенности статьи 47 «О банковской тайне». В 1938 году SBV стал одним из основателей первого швейцарского фонда недвижимости «Swissimmobil Serie D». В том же году SBG основал в Цюрихе фирму Intrag, сферой деятельности которой являлось управление инвестиционными трастами. В 1945 году главный офис SBG был переведён в Цюрих.
Во время Второй мировой войны объём внешнеэкономической деятельности сократился, и для обоих банков важнейшим финансовым рынком стала Германия.

### 1945—1997
В 1945 году банками SBG и SBV были приобретены несколько конкурирующих финансовых институтов, что позволило существенно укрепить собственные позиции. Приобретение Eidgenössische Bank (EIBA) привело к увеличению активов SBG до 1,5 млрд швейцарских франков, а покупка Basler Handelsbank позволила увеличить активы банка SBV практически до 2 млрд швейцарских франков.
После окончания Второй мировой войны наступил период бурного экономического роста в США и Западной Европе, что явилось мощным стимулом успешного развития обоих банков на этих рынках вплоть до наступления рецессии 1970-х годов.
В 1967 году произошло слияние SBG со швейцарским финансово-промышленным холдингом Interhandel, что позволило SBG стать крупнейшим банком Швейцарии, финансовый рынок которой к тому времени уже считался третьим по значению в мире. В том же году SBG первым в континентальной Европе ввёл в эксплуатацию банкоматы. Однако до конца 1960-х годов SBV и SBG остаются исключительно коммерческими банками, не предлагая своим клиентам ни ипотечных кредитов, ни накопительных счетов.
К началу 1970-х годов филиалы SBV и SBG уже имелись на всех континентах: от Австралии (Сидней, Мельбурн) до Восточной и Юго-Восточной Азии (Токио, Гонконг, Сингапур), а также в Африке — ЮАР (Йоханнесбург) и Северной и Южной Америке (Монреаль, Чикаго, Сан-Франциско, Мехико, Каракас, Богота, Рио-де-Жанейро, Сан-Пауло, Буэнос Айрес). В 1975 году был открыт филиал SBG в Нью-Йорке. К концу 1970-х годов количество филиалов SBV в Швейцарии увеличилось до 110, а SBG до 159.
Разразившийся в конце 1980-х годов кризис рынка недвижимости нанёс швейцарским банкам значительный ущерб.

#### Скандал с активами периода Холокоста
В 1990-е годы на международном уровне был поднят вопрос о так называемых «еврейских счетах» — деньгах, оставшихся на банковских счетах после гибели их владельцев еврейского происхождения в результате нацистских преследований. Это произошло после того как охранник UBS Кристоф Мейли обнаружил уничтожение банковскими сотрудниками документов периода Холокоста и обнародовал эту информацию. Оказанное на швейцарские банки международное давление вынудило UBS в 1998 году выплатить владельцам счетов и их наследникам 1,25 млрд американских долларов. Эта сумма была распределена по конкретным лицам, а дело официально закрыто. Следствием этих событий и связанных с ними дискуссий стало усилиление международного давления, имевшее целью отмену института банковской тайны.

### С 1997 года

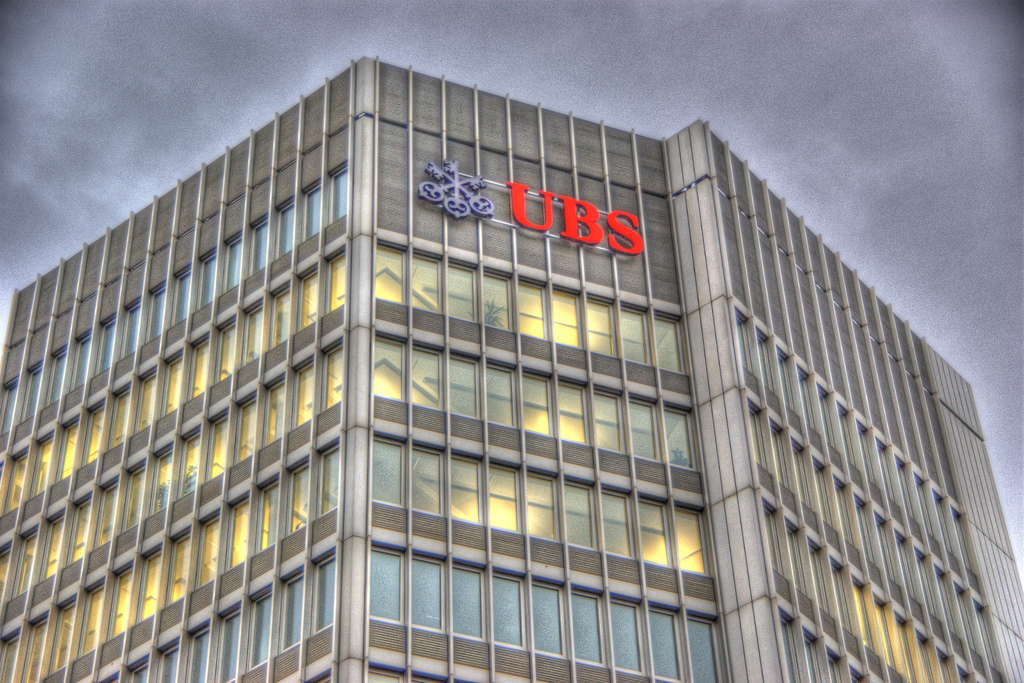
Офис UBS в Цюрихе

В конце 1997 года SBV и SBG объявили об обоюдном намерении осуществить их слияние. Президент административного совета SBV Жорж Блюм обосновал это решение так: «На международном уровне ни один из двух банков не имеет достаточных собственных ресурсов, чтобы на равных соперничать с иностранными, главным образом, американскими, конкурентами. Кроме того, швейцарский рынок насыщен, а его рентабельность ограничена».
Официальное слияние банков состоялось 29 июня 1998 года, а возникший в результате их объединения банк стал именоваться UBS. «UBS» — аббревиатура банка-предшественника (Union Bank of Switzerland), при этом после слияния название банка перестало быть акронимом и по сегодняшний день является именем собственным без возможности дальнейшей расшифровки. Одним из следствий объединения SBV и SBG стало сокращение общего числа сотрудников.
В сентябре того же года UBS объявил об убытках, которые до выплаты налогов составили 793 млн швейцарских франков. Они были вызваны крахом американского хедж-фонда Long-Term Capital Management (LTCM), поставившим под угрозу сразу несколько крупных международных банков. Эта неудача повлекла за собой отставку части руководства UBS. Первый отчет о прибылях банк представил в 1999 году.
В 1995 году SBG приобрел лондонский банк S.G. Warburg & Co за 860 млн фунтов стерлингов, а в 2000 году банком UBS была приобретена брокерская компания Paine Webber в США за $11,5 млрд долларов, что значительно укрепило его присутствие на американском рынке. Однако в 2002 году UBS решил отказаться от обоих брендов и создать единый бренд банка, предлагающего финансовые услуги по всему миру.

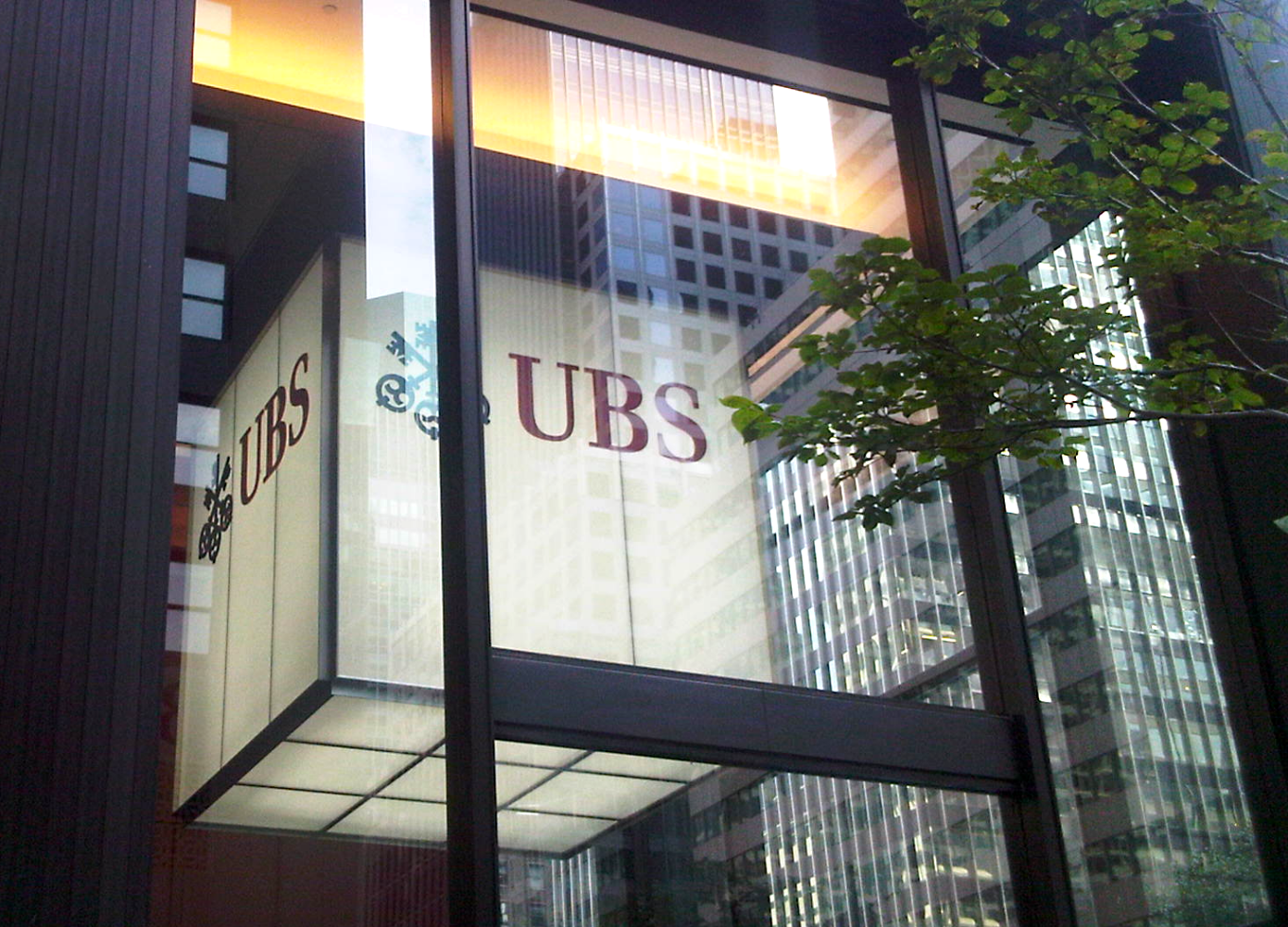
Филиал UBS в Нью-Йорке

В 2006 году с целью укрепления позиций на быстро растущем рынке Бразилии UBS приобрёл бразильский инвестиционный банк Banco Pactual SA за 2,5 млрд долларов, что стало второй по величине сделкой после покупки Pain Webber.
2006 год стал рекордным в истории UBS по уровню прибыли, после которого последовал финансовый кризис 2007 года.
Одним из последствий обострившегося в середине 2007 года кризиса ипотечного рынка США стали миллиардные убытки европейских и американских банков. В частности, 10 декабря 2007 года UBS объявил о списании 10 млрд долларов. На момент объявления оно стало самым крупным списанием, ставшим результатом кризиса.
Суммарные убытки банка в 2007—2009 годах составили 50 млрд швейцарских франков, что побудило UBS начать глубокую структурную реорганизацию. В этот трудный для UBS период власти Швейцарии оказали ему финансовую поддержку путём приобретения 10 % акций UBS на сумму 6 млрд швейцарских франков. Кроме того, UBS передал фонду под управлением Национального банка Швейцарии обесценившиеся облигации по американским ипотечным закладным на сумму 38,7 млрд долларов.
В это же время США начали юридическое преследование UBS на основании обвинений в помощи американским гражданам в уклонении от уплаты налогов. В результате банк был вынужден выплатить штраф в размере 780 млн долларов и передать США списки своих американских клиентов. UBS пришлось сократить сотни сотрудников и ограничить бюджет. Бывший топ-менеджер UBS, Рауль Вайль, обвинявшийся в оказании помощи гражданам США в уклонении от уплаты налогов в период 2002—2007 годов на общую сумму в 20 млрд долларов, был оправдан судом присяжных во Флориде.
В середине 2010 года UBS начал осуществлять предоставление финансовых услуг состоятельным клиентам в Индии, однако уже в 2013 году стал сворачивать эту деятельность. При этом банк не планировал закрывать подразделения, занимающиеся акциями и инвестициями в этой стране.
В 2011 году стало известно о планах UBS по резкому расширению своей деятельности в Китае, где банк уже имел свое совместное предприятие и располагал полной лицензией на предоставление услуг с ценными бумагами. В частности, планировалось резкое увеличение аналитической группы UBS в этой стране.
Банк продолжал работать с прибылью с 2010 до сентября 2011 года, когда стало известно о серии незаконных финансовых операций, совершённых лондонским трейдером UBS, Квеку Адоболи, в результате чего банк потерпел убытки в размере 2,3 млрд долларов, а глава банка Освальд Грюбель был вынужден подать в отставку. На этом посту его сменил Серджио Эрмотти. Следствием скандала с незаконными финансовыми операциями стало решение UBS об изменении стратегии, целью которой стала концентрация деятельности преимущественно на швейцарском рынке и на управлении капиталом.
В 2012 году UBS был оштрафован финансовыми регуляторами США, Великобритании и Швейцарии на сумму в 1,4 млрд швейцарских франков за махинации с ключевой ставкой межбанковского кредитования LIBOR. В ноябре 2014 года UBS объявил о намерении потребовать возвращения всех бонусов, выплаченных трейдерам, чья противоправная деятельность и привела к наложению штрафа за манипуляции рыночными показателями. В мае 2015 года UBS заключил с властями США соглашение по вопросам, связанным с манипуляцией ставкой межбанковского кредитования LIBOR. Соглашение включило в себя обязательство UBS по выплате денежного штрафа в размере 545 млн долларов и отказ США от дальнейшего уголовного преследования банка.
В августе 2013 года Комиссия по ценным бумагам и биржам США обязала банк выплатить 50 млн долларов за нарушение законодательства о ценных бумагах и предоставление инвесторам ложной информации по операциями с дефолтными свопами.
В апреле 2016 года UBS выплатил National Credit Union Administration (NCUA) свыше 79 млн долларов в качестве компенсации за убытки, нанесённые двум кредитным объединениям США — Members United и Southwest. В 2017 году UBS и NCUA достигли соглашения о выплате штрафа в размере 445 млн долларов, призванного компенсировать убытки, которые были нанесены банком кредитным объединениям США при продаже американским инвесторам ненадёжных ипотечных облигаций — известные как Residential Mortgage-Backed Securities (RMBS) — в годы экономического кризиса.
В конце 2013 года UBS объявил о предстоящих инвестициях в рынок недвижимости Австралии на сумму до 9 млрд долларов и создании совместного предприятия с частной строительной компанией Grocon Pty. В мае 2015 года UBS известил, что планирует отказаться от управления активами частных лиц в Австралии, объяснив этот шаг повышением нормативных и клиентских требований, которые усложнили работу на рынке этой страны. При этом Австралия не потеряла свое важное стратегическое значение, банк продолжил вносить вклады в инвестиционно-банковский бизнес и управлять активами предприятий в стране.

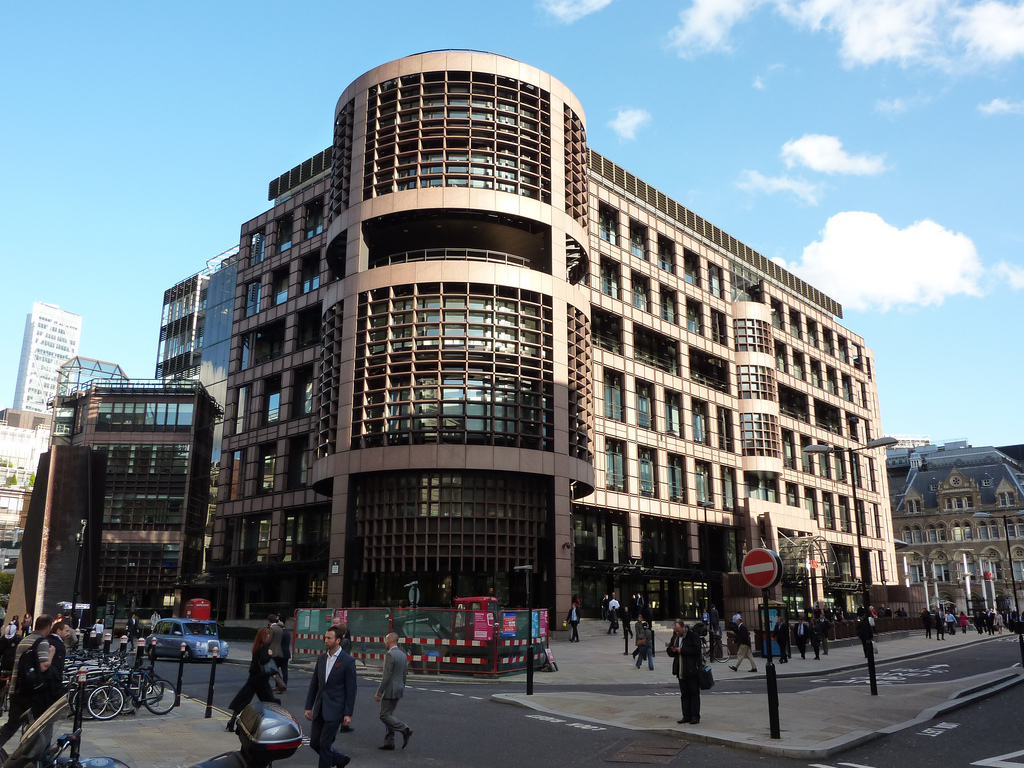
Офис UBS в Лондоне на Ливерпуль-стрит

В начале 2014 года стали известны планы UBS о расширении своей деятельности в Великобритании в области управления активами частных клиентов и увеличении сети своих подразделений Wealth Management, которые к тому моменту уже существовали в Лондоне, Бирмингеме, Эдинбурге, Лидсе, Манчестере и Ньюкасле. С этой целью планировалось открытие филиала UBS в юго-западной части страны. В начале 2017 года Аксель Вебер сообщил о планах UBS по сокращению численности своего персонала в Лондоне на тысячу сотрудников, которые предполагалось перевести во Франкфурт-на-Майне. Это решение было объяснено необходимостью сохранить доступ к единому рынку Европейского союза после решения Великобритании о выходе из него.
В 2014 году началось преобразование UBS в финансовый холдинг, что было вызвано необходимостью повышения устойчивости к кризисам в соответствии с требованиями новых норм швейцарского законодательства в сфере банковских услуг. Первым этапом реструктуризации стал обмен акций UBS AG на акции холдинга UBS Group AG, в состав которого вошли три юридических лица, управляющих активами в США, Великобритании и Швейцарии. Создание новой холдинговой компании UBS Group AG было завершено в 2016 году.
В 2014 году во Франции началось судебное разбирательство по делу о содействии UBS в уклонении от уплаты налогов. Следственные органы предполагали, что в этих целях UBS открыл около 38 тысяч счетов для граждан Франции (в основном предпринимателей, а также спортсменов, деятелей искусства и врачей), и оценили общую сумму укрытых от налогообложения средств в 13—23 млрд долларов. По данным швейцарской газеты Der Bund, Швейцария передала французским властям досье с банковскими данными 300 клиентов UBS. Однако в марте 2017 года стало известно об отказе UBS от сделки с французской прокуратурой, которая предусматривала прекращение уголовного преследования банка в обмен на уплату 1,1 млрд евро штрафа. UBS отверг любые обвинения в нарушении законодательства и оставил за собой право подать на Францию в Европейский суд по правам человека. В октябре 2018 года в Парижском трибунале начался судебный процесс по делу о предполагаемых финансовых махинациях UBS, главным свидетелем на котором выступает бывший сотрудник банка Брэдли Биркенфельд. Следствие оценивает общую сумму укрытых французскими гражданами при содействии UBS налогов в 2004—2012 годы в 10 млрд евро. В феврале 2019 года французский суд признал местный дочерний банк UBS виновным в пособничестве в неуплате налогов и приговорил его к штрафу в 3,7 млрд евро, а также выплате 800 млн евро в качестве ущерба и процентов. Руководство UBS отвергло все обвинения и уже заявило о намерении обжаловать это решение. Ожидается, что процесс в кассационной инстанции завершится не ранее 2020 года. Аналогичные процессы были начаты в Германии и Бельгии, и возобновлены в США.
Эти преследования, а также ужесточение швейцарского законодательства в отношении уклонения от уплаты налогов и принятие в России законов о налогообложении прибыли контролируемых иностранных компаний (КИК) и обязательном декларировании российскими гражданами их зарубежных счетов побудили UBS начать процесс выявления клиентов «группы риска» с целью закрытия их счетов. Этот процесс начался ещё в конце 2013 года, когда были заблокированы счета многих политиков и бизнесменов Украины. После введения Западом санкций против России были закрыты счета клиентов, которые фигурировали в санкционных списках. От клиентов требуется подтверждение об уплате налогов у себя на родине, а в случае счетов, открытых на компании, о соблюдении закона о КИК.
В 2015 году UBS продал свой бизнес по управлению активами японской финансовой компании Mitsubishi UFJ Financial Group. Сумма сделки составила 30 млрд иен (примерно 244 млн долларов).
В конце 2016 года банком была приобретена недвижимость в Мадриде и Барселоне на общую сумму 90 млн евро. По данным UBS, после этой сделки общая сумма принадлежащей банку недвижимости в Испании и Португалии составила 700 млн евро.
UBS активно действует на рынке недвижимости Сингапура и Гонконга в коммерческом сегменте (бизнес-парки, промышленность, офисы, розничная торговля), однако избегает инвестиций на рынке жилья, объясняя это сильным вмешательством со стороны правительства в этой сфере.
В 2017 году банк объявил о начале реализации программы «умеренной регионализации», предусматривающей сокращение числа сотрудников в Цюрихе и открытие региональных представительств в Биле и Шаффхаузене, а также расширении уже существующего центра в муниципалитете Ренан (Во). Кроме того, планируется создание региональных представительств банка на юге страны. Основными целями политики регионализации UBS являются сокращение расходов и расширение влияния банка в немецкой и французской частях Швейцарии.
В феврале 2018 стало известно, что UBS намерен немедленно закрыть счета Международной шахматной федерации(ФИДЕ) в связи с тем, что её президент Кирсан Илюмжинов находится в санкционных списках США. Кроме того, опасаясь санкций со стороны США, UBS, наряду с другими швейцарскими общественными и частными банками, заблокировал средства на личных счетах Виктора Вексельберга, общая сумма которых в Швейцарии составляет около 1 млрд франков.
По сообщениям прессы в сентябре 2018 года, немецкий Deutsche Bank допускает возможность слияния с UBS, что обеспечило бы взаимное дополнение деятельности в областях инвестиционного банкинга и управления капиталом. Известно, что такое слияние требует одобрения правительства ФРГ, поскольку в этом случае Deutsche Bank был бы младшим партнёром UBS.
В конце 2018 года UBS получил разрешение Китайской комиссии по ценным бумагам (CSRC) на увеличение его доли в китайской брокерской компании UBS Securities до 51 % и, таким образом, получение контроля над ней. UBS Securities была учреждена в 2006 году и зарегистрирована в Пекине, доля банка в UBS Securities составляет 24,99 %.
В марте 2023 года при содействии правительства Швейцарии было достигнуто соглашение о покупке за 3 млрд шв. франков ($3,2 млрд) второго крупнейшего банка Швейцарии Credit Suisse, оказавшегося на грани банкротства. Процедура поглощения была завершена 12 июня 2023 года. Это стало первым слиянием двух глобально системно значимых банков.

## Оперативная структура концерна
Оперативная структура UBS включает в себя следующие подразделения:
- Подразделение Global Wealth Management занимается управлением частным капиталом в 45 странах мира на 5 континентах, обслуживая клиентов через 230 филиалах, 100 из которых находятся в Швейцарии. Это подразделение предлагает состоятельным частным клиентам во всём мире широкий спектр индивидуальных услуг и продуктов: финансовые услуги и продукты, управление инвестициями, а также консультации по вопросам капиталовложений, планирования вопросов наследования и корпоративного финансирования. В этом секторе финансовых услуг UBS конкурирует с, JP Morgan, HSBC, BNP Paribas, Deutsche Bank, Julius Bär и Citigroup. Это подразделение в 2023 году принесло 52 % выручки группы.
- Подразделение Personal & Corporate Banking предоставляет частным, корпоративным и институциональным клиентам различным все виды банковских услуг; подразделение работает только в Швейцарии и является крупнейшим банком страны. Доля в выручке — 21 %.
- Подразделение Asset Management обеспечивает управление активами институциональных и частных клиентов, а также финансовых посредников. Оно предлагает инвестиционные решения как в традиционных, так и альтернативных видах финансовых вложений. По количеству сотрудников (около 3600) в 23 странах UBS Asset Management является крупнейшим инвестиционным фондом Швейцарии[52] и одним из самых крупных в мире хедж-фондов и распорядителей недвижимостью и инвестициями[53][54]. Главные филиалы подразделения находятся в Чикаго, Франкфурте-на-Майне, Хартфорде, Гонконге, Лондоне, Нью-Йорке, Париже, Сингапуре, Сиднее, Токио и Цюрихе[55]. На рынке управления капиталом главными конкурентами являются BlackRock, JP Morgan Asset Management, BNP Paribas Investment Partners, Amundi, Goldman Sachs Asset Management, AllianceBernstein Investments, Schroders и Morgan Stanley Investment Management. Доля в выручке — 6 %.
- Подразделение Investment Bank выполняет функции инвестиционного банка и состоит из двух отделов: Corporate Client Solutions и Investor Client Services. Оно предоставляет возможности доступа к мировым рынкам капитала, предлагая консультационные и оперативные услуги корпоративным, институциональным и частным клиентам, а также широкий выбор инновационных финансовых решений. Клиентам предлагаются продукты в сфере ценных бумаг и услуги по анализу рынков акций, ценных бумаг с фиксированной процентной ставкой, иностранных валют, а также металлов. Услуги подразделения Investment Bank на рынке капитала включают в себя операции по продаже, торговле и поддержанию котировок акций на организованном рынке ценных бумаг. Главными конкурентами в этом секторе являются Bank of America, Merrill Lynch, Barclays, Citigroup, Deutsche Bank, Goldman Sachs, JP Morgan Chase и Morgan Stanley. Доля в выручке — 21 %.
- Corporate Center состоит из двух отделов: Corporate Center — Services, Corporate Center — Group Asset and Liability Management (Group ALM), а также Non-Core and Legacy Portfolio Services. Первый из них выполняет функции централизованного менеджмента позиций ликвидности и финансирования для всего концерна, а также оказания прочих услуг по менеджменту капитала и балансового листа для всей группы. Второй отдел осуществляет непрофильные операции, а также функции, находившиеся прежде в ведении подразделения Investment Bank.

## Руководство
- Кольм Келлехер (Colm Kelleher, род. в 1957 году) — председатель совета директоров с апреля 2022 года. С 1989 по 2019 год работал в Morgan Stanley, в частности с 2016 года был президентом банка.
- Серджио Эрмотти (Sergio P. Ermotti, род. в 1960 году) — председатель правления (CEO) с апреля 2023 года, также этот пост занимал с 2011 по 2020 год, с 2020 по 2023 год был председателем совета директоров Swiss Re

## Акционеры
Крупнейшие владельцы акций UBS Group AG по состоянию на апрель 2024 года: BlackRock (6,08 %), Norges Bank Investment Management (5,03 %), The Vanguard Group (3,55 %), Artisan Partners (3,33 %), MFS Investment Management (2,94 %), Dodge & Cox (2,67 %), Fidelity Investments (1,75 %), Zürcher Kantonalbank (1,33 %). Казначейские акции составили более 12 %, не считая пакетов акций, принадлежащих собственным инвестиционным фондам, таким как UBS Brasil Administradora de Valores Mobiliários (3,87 %) и Credit Suisse International (2.65 %).

## Финансовые услуги
UBS предоставляет банковские услуги и осуществляет управление инвестиционными операциями с ценными бумагами около 2,6 млн частных и 143 000 корпоративных клиентов, включая институциональных вкладчиков, публичные корпорации и благотворительные фонды в Швейцарии, а также 3000 финансовых институтов в мире. По объёму управляемого капитала UBS является одним из крупнейших финансовых институтов мира. UBS занимает второе место среди европейских банков как по капитализации, так и по рентабельности. Банк имеет отделения в 52 странах мира, где занято 115 тыс. сотрудников (из них 32 % в Швейцарии, 20 % в остальной Европе, на Ближнем Востоке и в Африке, 23 % в Северной и Южной Америке, 24 % в азиатско-тихоокеанском регионе.
Частным клиентам UBS предлагает различные пакеты финансовых услуг, ориентированных на потребности конкретных целевых групп, как, например: людей юношеского возраста, студентов ВУЗов, начинающих профессиональную карьеру, семей и др.. Частные клиенты имеют возможность открывать расчётные, накопительные, фондовые и депозитные счета. UBS предоставляет несколько видов ипотечных кредитов на строительство и покупку недвижимости, отвечающих индивидуальным запросам клиентов. Кроме того, частным клиентам оказывается поддержка в формировании пенсионных накоплений и оптимизации финансового состояния на пенсионный период. Дополнительным видом финансовых услуг являются оказание помощи и выработка стратегии при вложении денежных средств в соответствии с целями клиентов.
Управление частным капиталом состоятельных клиентов осуществляет подразделение Global Wealth Management. Помимо услуг, предлагаемых частным клиентам, состоятельным клиентам предоставляется ряд эксклюзивных услуг, таких как помощь состоятельным семьям в сохранении и умножении капитала на протяжении многих поколений, поддержка при покупке и продаже произведений искусства, а также управлении художественными коллекциями, консультации по вопросам инвестиций и меценатской деятельности.
Фирмам и юридическим лицам оказываются консультационные и финансовые услуги, связанные с их учреждением, открытием счетов, платёжным оборотом, финансированием, совершением международных операций, инвестициями, обслуживанием активов, страхованием и наследованием. Лицам свободных профессий (адвокатам, нотариусам, управляющим имуществом) предоставляются финансовые консультации и продукты, учитывающие их специфические профессиональные потребности. Торговцам сырьём UBS оказывает поддержку в финансировании их бизнеса на всех его стадиях, что включает в себя обеспечение нецелевых транзакционных кредитов, синдицированных кредитов, фондов на базе валютных и процентных дериватов, доступа к ноу-хау в областях институциональных банковских операций, управления активами и капиталом, а также инвестиций.
UBS планирует использование искусственного интеллекта для консультирования своих клиентов. Разработанная израильской компанией SQreem Technologies технология будет собирать и анализировать открытую информацию о клиенте и его финансах, и на её основе давать инвестиционные рекомендации, которые будут доставляться клиенту на планшет, смартфон или электронную почту.
Как сообщает австралийское издание Financial Review, в рамках проекта UBS Companion был «клонирован» главный экономист банка Даниэль Кальт. Целью этого проекта является помощь ведущим финансовым специалистам, а не их замена. Технологию разрабатывает новозеландская компания FaceMe, а «мозгом» виртуального экономиста станет разработанный IBM искусственный интеллект: он позволит копии общаться с клиентами, однако её знания будут ограничены теми, что были получены от самого Даниэля Кальта.
В декабре 2018 года UBS заключил с американской корпорацией Microsoft соглашение об «облачном хранении» конфиденциальной информации, что позволит укрепить надёжность её хранения и сэкономить средства на содержание собственных дата-центров. В соответствии с требованиями швейцарского финансового законодательства передача данных за границу строго ограничена.

## Финансовые показатели
По результатам 2023 года общие активы составили 1,717 трлн долларов (из них 583 млрд долларов пришлось на Credit Suisse), в том числе выданные кредиты — 661 млрд, наличные и балансы в центральных банках — 314 млрд. Обязательства составили 1,631 трлн долларов, в том числе принятые депозиты — 792 млрд, выпущенные долговые обязательства — 328 млрд; собственный капитал составил 86 млрд долларов.
Выручка за 2023 год составила 40,8 млрд долларов, из них 7,3 млрд пришлось на чистые процентные доходы, а 23,8 млрд долларов — на комиссионные доходы.
Международный номер ценных бумаг (ISIN) — CH0244767585, клиринговый код (BC) — 230, банковский идентификационный код (BIC) — UBSWCHZH80A
|                        | 2001…  | 2006…  | 2011  | 2012   | 2013  | 2014  | 2015  | 2016  | 2017  | 2018  | 2019  | 2020  | 2021  | 2022  | 2023  |
| ---------------------- | ------ | ------ | ----- | ------ | ----- | ----- | ----- | ----- | ----- | ----- | ----- | ----- | ----- | ----- | ----- |
| Выручка                | 37,11… | 47,17… | 27,79 | 25,42  | 27,73 | 28,03 | 30,61 | 28,32 | 29,62 | 30,21 | 28,89 | 33,08 | 35,39 | 34,56 | 40,83 |
| Чистая прибыль         | 4,973… | 11,25… | 4,138 | -2,480 | 3,172 | 3,466 | 6,203 | 3,204 | 0,969 | 4,516 | 4,304 | 6,557 | 7,457 | 7,630 | 27,85 |
| Активы                 | 1253…  | 2397…  | 1417  | 1260   | 1010  | 1062  | 942,8 | 935,0 | 939,3 | 958,5 | 972,2 | 1126  | 1117  | 1104  | 1717  |
| Собственный капитал    | 43,53… | 49,69… | 48,53 | 45,95  | 48,00 | 50,61 | 55,31 | 53,62 | 52,50 | 52,93 | 54,53 | 59,45 | 60,66 | 56,88 | 86,11 |
| Рыночная капитализация | 105,5… | 154,2… | 42,8  | 54,7   | 65,0  | 63,5  | 75,1  | 61,4  | 68,5  | 45,9  | 45,7  | 50,0  | 61,2  | 57,8  | 107,4 |

## Использование технологии блокчейн
В 2016 с целью создания новой криптовалюты был основан международный консорциум Enterprise Ethereum Alliance (EEA), в состав которого вошло несколько крупнейших мировых банков, среди которых были UBS, Credit Suisse, Deutsche Bank, Grupo Santander и The Bank of New York Mellon. В своём интервью CNBC Серджио Эрмотти высказался скептически о значимости криптовалют, однако выразил уверенность в перспективности технологии блокчейн и росте её значения в банковском секторе. По его мнению, «использование блокчейна даёт возможность сократить многие издержки и в целом повысить эффективность работы банков.» Кроме того, он сообщил, что UBS совместно с IBM создаёт блокчейн-платформу для международной торговли под названием Batavia. Эта платформа впервые была представлена UBS и технологической корпорацией IBM на банковской конференции в Женеве в 2016 году. В её основу была положена технология Hyperledger Fabric, а идея проекта заключалась в создании нового отраслевого стандарта для клиринга и осуществления финансовых сделок при помощи технологии блокчейн. В 2017 году к проекту присоединились также Bank of Montreal (BMO), CaixaBank, Commerzbank и Erste Group.
Кроме того, UBS и 14 крупных американских, европейских и японских компаний, таких как Barclays, Nasdaq, Banco Santander основали организацию Fnality International и вложили 50 млн фунтов в развитие новой криптовалюты под названием Utility Settlement Coin (USC). Сообщается, что она будет обеспечена валютными активами, принадлежащими холдингу UBS, которые находятся в центральных банках. Криптовалюту планируется использовать в качестве платёжного механизма и средства передачи сопутствующей информации о сделках, чтобы сократить затраты при проведении расчётов. Её введение запланировано на 2020 год.

## Дочерние компании
Основные дочерние компании группы UBS по состоянию на конец 2023 года:
- UBS AG (Швейцария)
  - UBS Americas Holding LLC (Делавэр, США)
  - UBS Americas Inc. (Делавэр, США)
  - UBS Asset Management AG (Швейцария)
  - UBS Bank USA (Юта, США)
  - UBS Europe SE (Германия)
  - UBS Financial Services Inc. (Делавэр, США)
  - UBS Securities LLC (Делавэр, США)
  - UBS Switzerland AG (Швейцария)
- Credit Suisse AG (Швейцария)
  - Credit Suisse International (Великобритания)
  - Credit Suisse (Schweiz) AG (Швейцария)
  - Credit Suisse Holdings (USA), Inc. (Делавэр, США)

## Корпоративная культура и ответственность

### Логотип
Логотип банка был создан в 1937 году выпускницей Цюрихской школы прикладных искусств Варей Лаватер ещё для предшественника UBS — банка SBV (Schweizerischer Bankverein). По идее дизайнера три ключа были призваны символизировать три части Швейцарии — немецко-, франко- и италоязычную, представители которых были сотрудниками SBV. Однако сегодня логотип обозначает три главных принципа деятельности UBS — надёжность, доверие и сохранение тайны. Дизайн логотипа остался практически неизменным с момента его создания, была лишь убрана дата «1872» — год создания Базельского объединения банкиров (Basler Bankierverein), позже преобразованного в SBV.

### Ребрендинг
В июне 2015 года банк объявил о предстоящем изменении позиционирования UBS — как внешнего, так и внутреннего. В сентябре того же года была запущена широкая программа ребрендинга. Рекламная кампания под названием «Пришло время» была призвана укрепить доверие к банку и, благодаря новым цифровым технологиям, использованным в кампании, расширить круг целевых групп. Помимо слогана был модернизирован и визуальный образ. Новый шрифт был разработан швейцарским дизайнером Адрианом Фрутигером. На глобальную кампанию ребрендинга UBS 2015 года было выделено 50 миллионов швейцарских франков, и ещё столько же ежегодно до 2017 года. Таким образом, выделенный на репозиционирование UBS бюджет составил 150 миллионов швейцарских франков.

### Социальная ответственность
| Корпоративная ответственность и устойчивость Corporate responsibility & sustainability |                                                           |
| --- | --------------------------------------------------------- |
| Финансовая инициатива Программы ООН по окружающей среде UN Environment Programme Finance Initiative (UNEP FI)                                                                                                  | членство c 1992 года                                      |
| Швейцарское устойчивое финансирование Swiss Sustainable Finance (SSF) | членство с 2015 года                                      |
| Глобальный договор ООН UN Global Compact | компания-основатель и подписант с 2000 года               |
| Глобальная Сеть Инвестиций Воздействия Global Impact Investing Network | участник с 2011 года                                      |
| Устойчивое финансирование Женева Sustainable Finance Geneva | членство с 2012 года                                      |
| Ассоциация экологического менеджмента и устойчивого развития в финансовых учреждениях Verein für Umweltmanagement und Nachhaltigkeit in Finanzinstituten e.V. (VfU)                                            | членство с 1996 года                                      |
| Швейцарская Ассоциация Лучшего Золота Swiss Better Gold Association | членство с 2014 года                                      |
| Бизнес в сообществе Business in the Community | соучредитель в 1988 году                                  |
| Институт деловой этики Institute of Business Ethics (IBE) | подписчик с 1987 года                                     |
| Конференц-совет, Совет по корпоративной социальной ответственности The Conference Board. Corporate Social Responsibility Council                                                                               | членство с 2014 года                                      |
| Форум по устойчивым и ответственным инвестициям The Forum for Sustainable and Responsible Investment USSIF | участник с 2015 года                                      |
| Центр изучения финансовых инноваций The Centre for the Study of Financial Innovation CSFI | членство с 2015 года                                      |
| Права человека |                                                           |
| Группа банков Thun Thun Group of Banks | участник-основатель в 2011 году и созывающий              |
| Центр компетенции по правам человека при Университете Цюриха Kompetenzzentrum Menschenrechte der Universität Zürich                                                                                            | член консультативного совета с 2010 года                  |
| Швейцарский центр экспертизы по правам человека Schweizerisches Kompetenzzentrum für Menschenrechte (SKMR) | член консультативного совета с 2010 года                  |
| Европейский Банкирский Альянс European Bankers Alliance | член с 2015 года                                          |
| Окружающая среда и защита климата Environment & climate |                                                           |
| Проект раскрытия информации о выбросах углерода Carbon Disclosure Project (DCP) | основатель в 2002 году                                    |
| Рабочая группа UNEP FI по рекомендациям Целевой Группы по раскрытию финансовой информации, связанной с климатом TCFD (Task Force on Climate-related Financial Disclosures)                                     | участник-основатель Целевой Группы в 2017 году            |
| соглашение «Soft Commodities» Инициативы по банковской среде (BEI) и Форума потребительских товаров (CGF) The Banking Environment Initiative (BEI) and Consumer Goods Forum (CGF)’s 'Soft Commodities' Compact | член с 2013 года                                          |
| Круглый стол по устойчивому пальмовому маслу Roundtable on Sustainable Palm Oil (RSPO) | участник с 2012 года                                      |
| Модель энергии Цюрих Energie-Modell Zürich | член-основатель в 1987 году                               |
| Швейцарский саммит по энергетике и климату Swiss Energy and Climate Summit | Премиум партнер с 2013 года                               |
| глобальная инициатива корпоративного лидерства RE100 | член с 2015 года                                          |
| Прозрачность и отчетность Transparency & reporting |                                                           |
| Глобальная инициатива по отчетности Global Reporting Initiative (GRI) | пользователь системы отчетности GRI с отчетного 2008 года |
| Совет по стандартам бухгалтерского учёта устойчивого развития Sustainability Accounting Standards Board (SASB)                                                                                                 | член совета директоров с 2013 года                        |
| ISO 14001 сертифицированная система экологического менеджмента | с 1999 года                                               |
| ISO 50001 сертифицированная система энергоменеджмента | с 2017 года                                               |
| Парниковые газы, сертифицированные по ISO 14064 | с 2004 года                                               |
| Прочее |                                                           |
| Группа Вольфсберга Wolfsberg Group | член-учредитель в 2002 году                               |
| Европейская Ассоциация Венчурной Филантропии European Venture Philanthropy Association (EVPA) | членство с 2007 года                                      |
| Глобальная сеть ученичества Global Apprenticeship Network (GAN) | членство с 2013 года                                      |

### Спонсорская деятельность
UBS ведёт активную спонсорскую деятельность. Её основными направлениями являются партнёрство с Формулой 1 (с 2010 года), поддержка современного искусства, а также региональных культурных мероприятий и проектов по всему миру. UBS спонсирует многочисленные выставки современного искусства в ведущих музеях мира. Важнейшими глобальными проектами UBS по поддержке современного искусства являются UBS MAP Global Art Initiative и международная выставка-ярмарка Art Basel.

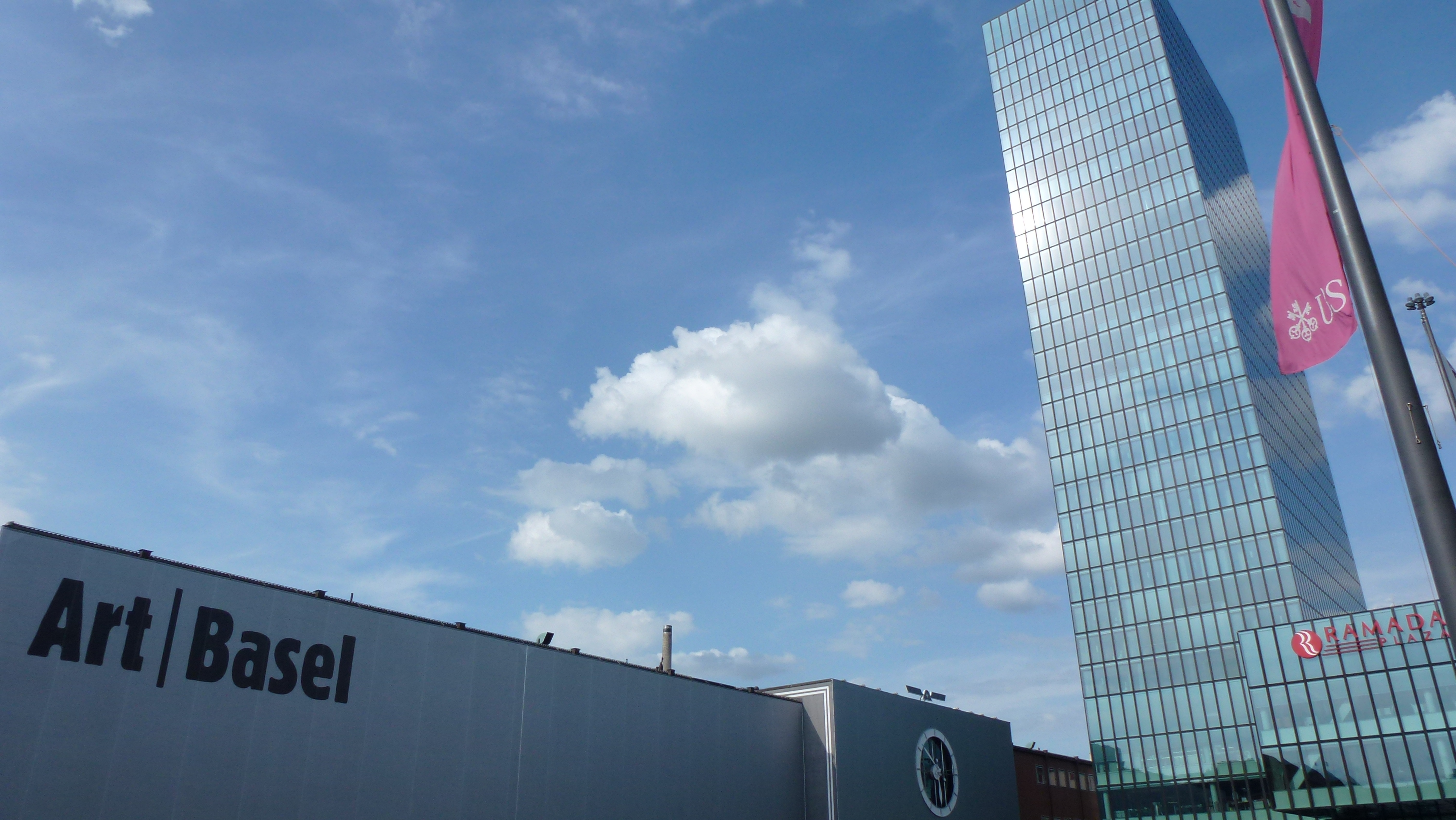
Art Basel, La place de la foire.

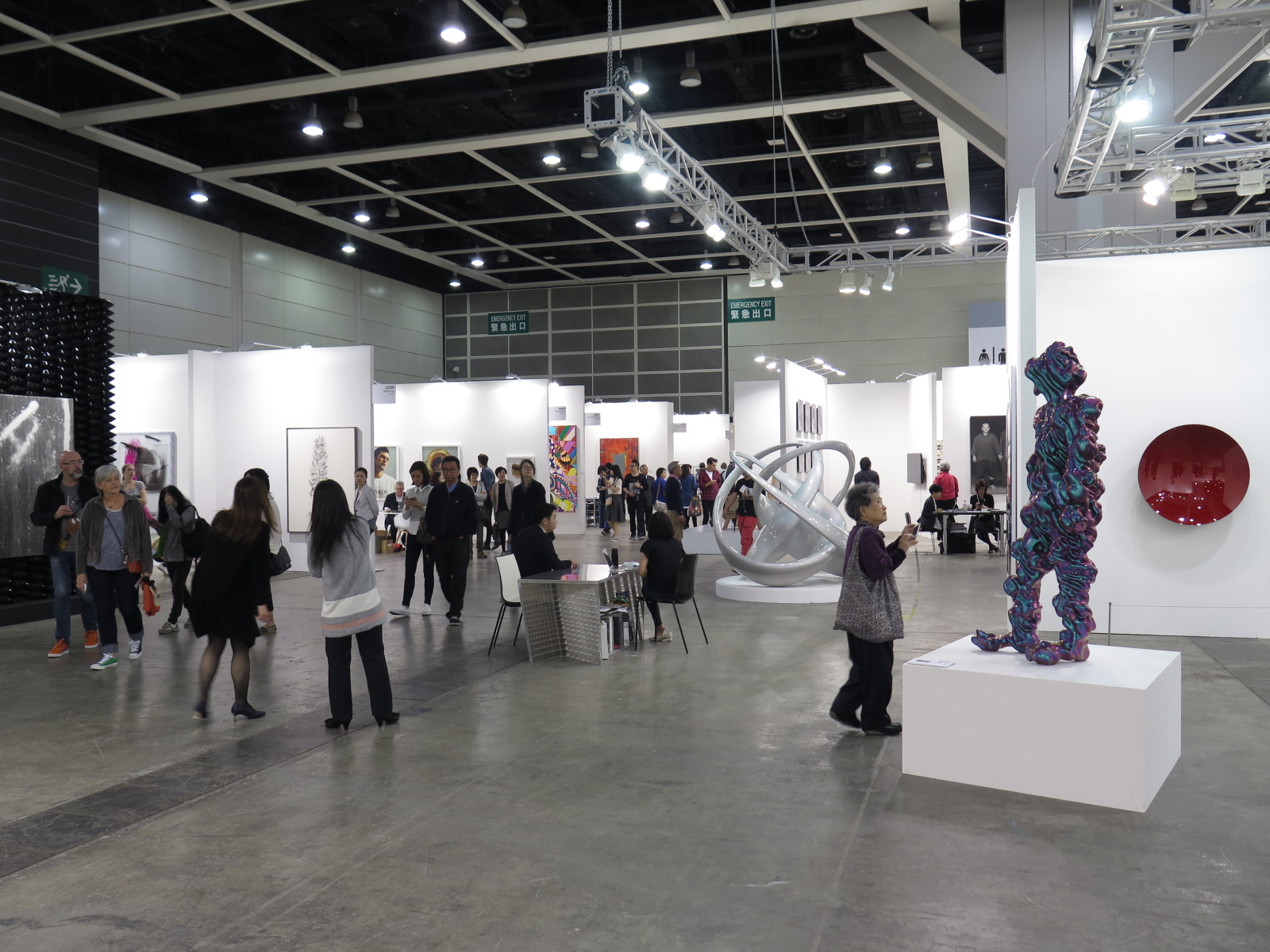
Выставка Art Basel в Гонконге

Проект UBS MAP Global Art Initiative ставит своей целью развитие и координацию связей между музеями, кураторами выставок и художниками, а также обмена мнениями среди экспертов-искусствоведов. В рамках этого проекта также осуществляется покупка произведений современного искусства с их последующей презентацией в постоянной экспозиции Музея современного искусства Гуггенхайма. Кроме того, проект осуществляет поддержку современного искусства Латинской Америки и Юго-Восточной Азии. Ещё одним направлением деятельности этого проекта является разработка интерактивных образовательных программ для учащихся и учителей школ, а также семей.
С 1994 года UBS является ведущим партнёром крупнейшей и самой значительной в мире международной выставки-ярмарки современного искусства Art Basel. В 2001 году это партнёрство было распространено на Art Basel в Майами, а недавно и на Art Basel в Гонконге. Спонсорская деятельность UBS на этой выставке-ярмарке призвана способствовать развитию современного искусства, а также завязыванию новых контактов между художниками и художественными галереями.
Региональная спонсорская деятельность UBS включает в себя поддержку различных культурных и спортивных мероприятий и институций по всему миру, среди которых музыкальный фестиваль Казальс в Пуэрто-Рико, Швейцарский институт современного искусства в Нью-Йорке, Новый национальный музей Монако, Музей современного искусства «Луизиана» в Копенгагене, Галерея современного искусства (Милан), Художественная галерея Нового Южного Уэльса в Сиднее, Пекинский музыкальный фестиваль, а также многочисленные культурные и спортивные мероприятия в Швейцарии.

## UBS в России
UBS начал свою деятельность в России в 1996 году, когда было открыто его представительство в Москве. Годом спустя с группой Brunswick Capital было создано совместное предприятие ЗАО «Брансвик Ю Би Эс Варбург», занимавшееся предоставлением инвестиционно-банковских услуг на российском рынке. В конце 2004 года UBS выкупил долю Brunswick в совместном предприятии и преобразовал его в ЗАО «Ю Би Эс Секьюритиз», которое стало его 100%-ной российской дочерней компанией. В марте 2006 года был зарегистрирован российский дочерний банк UBS AG ООО «Ю Би Эс Банк», в том же году получивший лицензию Банка России на осуществление банковских операций. Его уставной капитал составил 3,45 млрд рублей. В августе 2010 г. «Ю Би Эс Банк» получил лицензию Банка России на привлечение денежных средств физических лиц в рублях и иностранной валюте.
Председателем совета директоров ООО «Ю Би Эс Банк» является Роберт Марк Форесман, его членами — Джеймс Эдвард Бислей-Саффолк, Мохамед Али Жануди, Элис Элизабет Кроули, Каролина Кунерт, Фёдор Трегубенко, Курт Роберт Шмид.
Председателем правления является Фёдор Трегубенко, его членами — Максим Гулевич, Наталия Дюфур, Илья Соларев.
На конец 2017 года активы банка составили 8,216 млрд рублей, чистая годовая прибыль 426,80 млн рублей.
В настоящее время клиентам банка предлагаются услуги в сфере управления капиталом и инвестиционной деятельности. ООО «Ю Би Эс Банк» оказывает следующие услуги и осуществляет следующие операции:
| - расчётно-кассовое обслуживание                                  |
| - привлечение средств в депозиты                                  |
| - купля-продажа иностранной валюты                                |
| - межбанковское кредитование                                      |
| - брокерское обслуживание                                         |
| - депозитарные услуги                                             |
| - сопровождение сделок по слияниям и поглощениям                  |
| - консультационные услуги в области корпоративного финансирования |
| - консультирование по рынкам капитала                             |

В 2015 году банк сократил свои активы в России на 21,3 % — до 720,2 млн долларов, объяснив это негативными последствиями для российской экономики из-за экономических санкций, понижением цен на нефть и слабостью рубля, а также сложностью местных финансовых условий.
По данным журнала Forbes, в 2017 году средний размер счета состоятельных клиентов UBS из России составлял $10–20 млн, у мультимиллионеров — $100–300 млн.
По сообщению агентства Bloomberg, в начале 2018 года UBS получил от холдинга ГК «Везет» мандат организатора частного размещения акций. Таким образом холдинг, объединяющий сервисы заказа такси Fasten Russia и Rutaxi, намерен к середине 2018 года привлечь инвестиции в размере до $200 млн.
В сентябре 2018 года компания «Роснефть» сообщила о назначении UBS своим независимым агентом по обратному выкупу акций, программа которого была объявлена в августе и должна продлиться до 31 декабря 2020 года. Общий объём затрат на неё оценивается в 2 млрд долларов.

## Рейтинги, призы и отличия
500 крупнейших компаний мира по капитализации — версия Financial Times (FT Global 500)
2015—121 место
500 крупнейших компаний Европы по капитализации — версия Financial Times (FT Europe 500)
2015—32 место
2000 крупнейших компаний мира по версии журнала Forbes
2019—95 место
500 крупнейших компаний по версии Fortune (FT Europe 500)
2018—306 место
50 крупнейших банков мира по активам — версия журнала Global Finance
2018 — 34 место.
UBS занял первое место в рейтинге лучших частных банков мира (World’s Best Private Banks Awards-2018), составляемом финансовым журналом Global Finance на основании маркетинговых исследований, мнений аналитиков и отзывов клиентов, пользующихся частными банковскими услугами. В том числе одну из более 40 наград в отчете Global Finance банк получил как лучший банк по управлению частным капиталом в России в 2018 году.
Экономическим журналом Euromoney UBS был признан лучшим банком в управлении капиталом («World’s best bank for wealth management 2018»).
По результатам 2018 года, как и в предыдущие три года, банк имел наилучшие диверсифицированные финансовые показатели индекса устойчивого развития Dow Jones («Dow Jones Sustainability Indices (DJSI)»).
UBS занял первое место в рейтинге лучших частных банков мира (World’s Best Private Banks Awards-2017), составляемом финансовым журналом Global Finance на основании маркетинговых исследований, мнений аналитиков и отзывов клиентов, пользующихся частными банковскими услугами. Этот результат был повторён и в рейтинге журнала за 2018 год.